# M/S Nordanhav

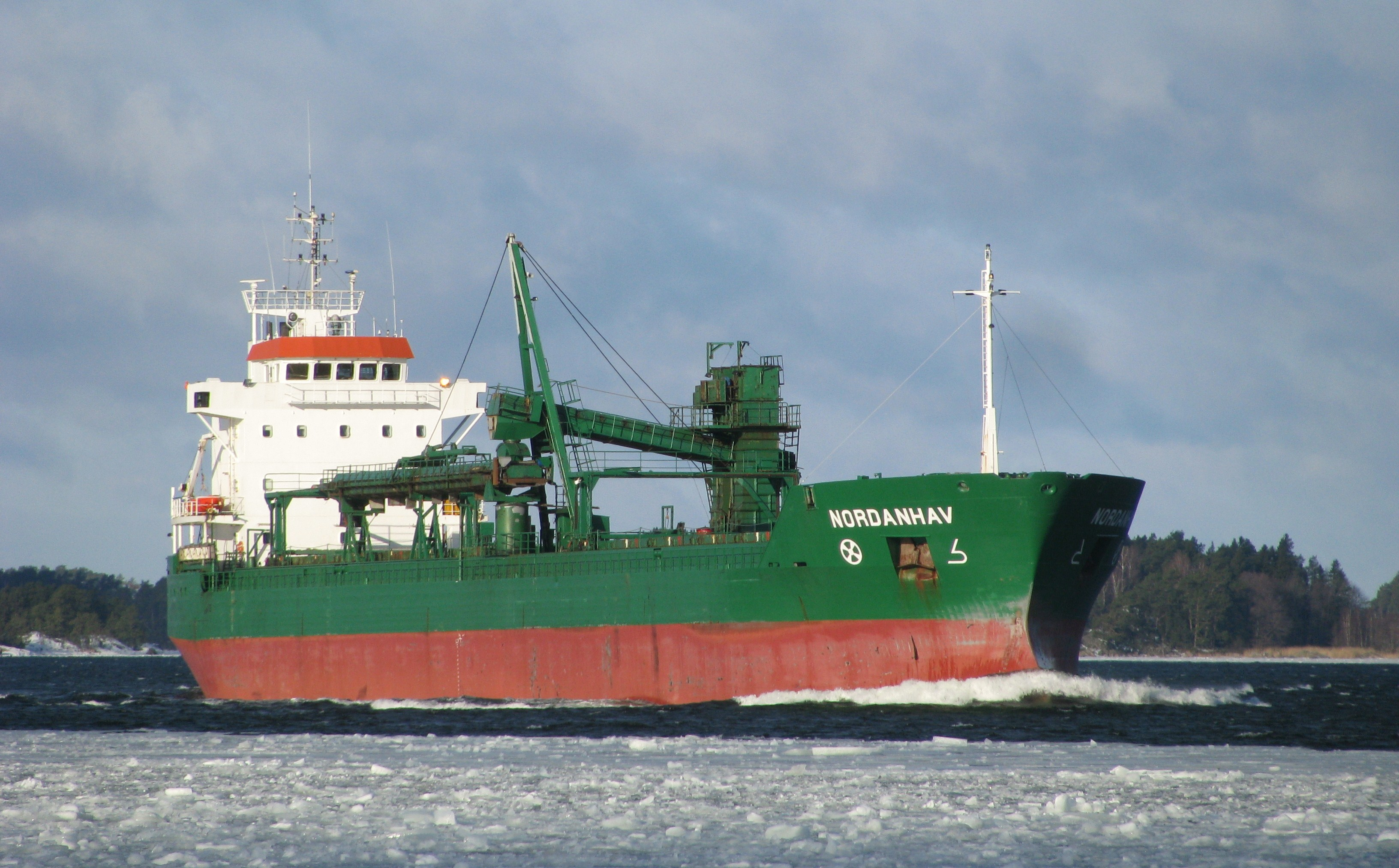
Nordanhav norr om Boda brygga i Stockholms skärgård.

M/S Nordanhav är ett bulklastfartyg i Thunbolagen, som går i trampsjöfart. Hon är byggd 1991 av Scheepswerf Ferus Smit i Nederländerna. IMO nummer 8914130.